# Anemone smithiana
Anemone smithiana är en ranunkelväxtart. Anemone smithiana ingår i släktet sippor, och familjen ranunkelväxter.

## Underarter
Arten delas in i följande underarter:
- A. s. sericea
- A. s. smithiana